# Насар (Верона)
Насар је насеље у Италији у округу Верона, региону Венето.
Према процени из 2011. у насељу је живело 75 становника. Насеље се налази на надморској висини од 75 м.